# Ludvíkovice
Ludvíkovice – gmina w Czechach, w powiecie Děčín, w kraju usteckim. Według danych z dnia 1 stycznia 2014 liczyła 898 mieszkańców.